# Good Beer Guide
Il Good Beer Guide (Guida per la buona birra), è un libro pubblicato annualmente dalla Campaign for Real Ale (CAMRA), elenco che  consiglia i migliori pub nel Regno Unito che servono le birre inglesi in barile.

## Dettagli
Il libro è pubblicato nella sede del CAMRA ed è diretto da Roger Protz, ma il contenuto è montato da circa 200 persone locali del CAMRA. La sezione locale consiste in membri che hanno un interesse nel visitare i pub locali. Ogni sezione gli viene assegnata una serie di pub che potranno essere inclusi nella guida. Ad ogni sezione viene data l'autonomia per decidere quali pub possono entrare e quali omettere, c'è la considerevole variazione da zona a zona, secondo gli interessi dei membri locali.
Le descrizioni degli stessi pub, vengono sviluppate in una singola riga, in piccoli saggi e a volte così abbastanza lunghi da includere storia e leggenda. Negli ultimi 20 anni questo è stato il fattore principale nel raddoppiamento dello spessore di Good Beer Guide.
La guida sebbene si concentri sui pub, comprende anche una lista delle fabbriche di birra inglese nel barile nel Regno Unito, con le liste e le note dell'assaggio delle loro birre.

## Storia
La guida è stata pubblicata per la prima volta nel 1974, e contiene il commento sulla fabbrica di birra di Watneys: Evitare come la peste, la quale ha generato molta attenzione dai media ed ha causato all'editore, Waddington, di richiamare la prima stampa eseguendo la modifica della scritta in Evitare a tutti i costi.